# Erbusco
Erbusco (korábban Villa d'Erbusco, lombardul: Erbösch) település Olaszország északi részén, Lombardia régióban, Brescia megyében, a Franciacorta hegyvidéken. Lakosainak száma 8746 fő (2023. január 1.). Erbusco Adro, Cazzago San Martino, Cologne, Rovato, Coccaglio és Palazzolo sull’Oglio községekkel határos.

## Természetföldrajz
A Monte Orfano lábánál, a Pó-síkság és az Oglio folyó vízgyűjtő területe között fekszik.

## Története

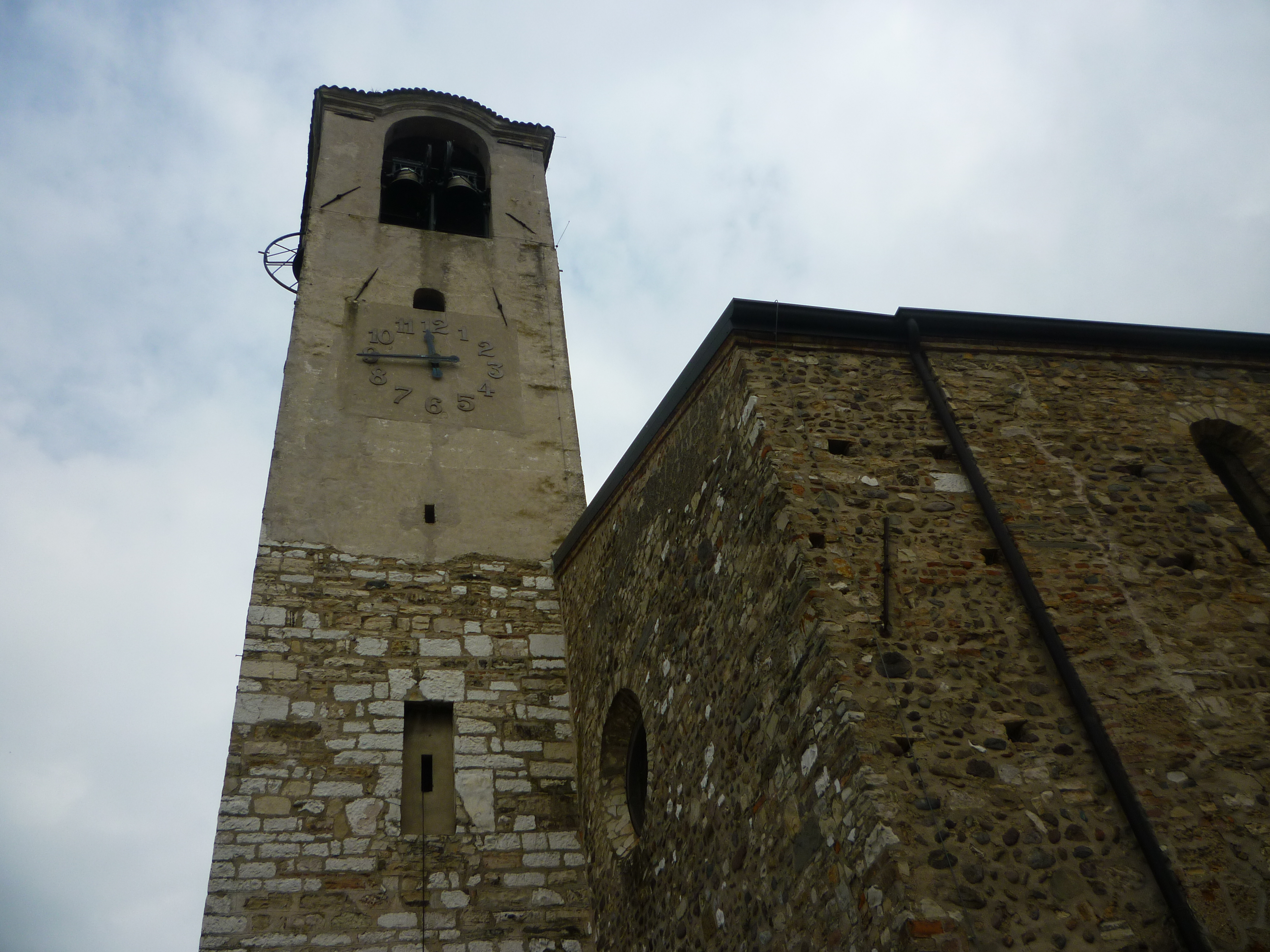
A városháza melletti torony

Már Kr. e. 5000 körül az újkőkorban is lakott volt, majd a kelták, az etruszkok, a cenomanosok, a rómaiak (Gallia), a longobárdok (a település ekkor a Szent Júlia Királyi Monostor birtokában volt) és a franciák éltek itt.
A Miasszonyunk-templom mai változata a 12. században épült, a korábbi maradványok a kereszténység előtti időkből származhatnak. Szintén figyelemre méltó az Iseói-tó környékéről előkerült 9. századi homokkő pluteo, melyet Amelio Tagliaferri, Gaetano Panazza és Araldo Bertolini tártak fel, a darabok a római Miasszonyunk-templomra emlékeztetőek.

Az első világháború során az olasz hadsereg különleges kiképzőállomása működött itt. Az alpini hadnagy Giovanni Rolandi így írt az 1918. november 1-én megkezdett Tonale-hágón keresztül történő végső támadás nyomulásról::
: „(...) a 161-es Compagnia del Mandrone [hegyi osztag], amely tagjait Erbuscóban képezték (...)”

## Gazdaság
A településen székel a CDS Holding ingatlankereskedelmi vállalat. A település a Franciacorta DOCG bor egyik termelési helye.

## Közlekedés és infrastruktúra
Erbuscót is érintette a régióban 1897 és 1915 között közlekedő Iseo–Rovato–Chiari villamosvonal. Napjainkban a település közelében halad el a Torino–Trieszt (A4-es) autópálya. A településen található a több, mint 120 üzlettel rendelkező Le Porte Franche bevásárlóközpont.

## Sportélet
A 2001-es Giro d’Italia 16. szakasza innen rajtolt.

## Látnivalók
- Miasszonyunk-templom

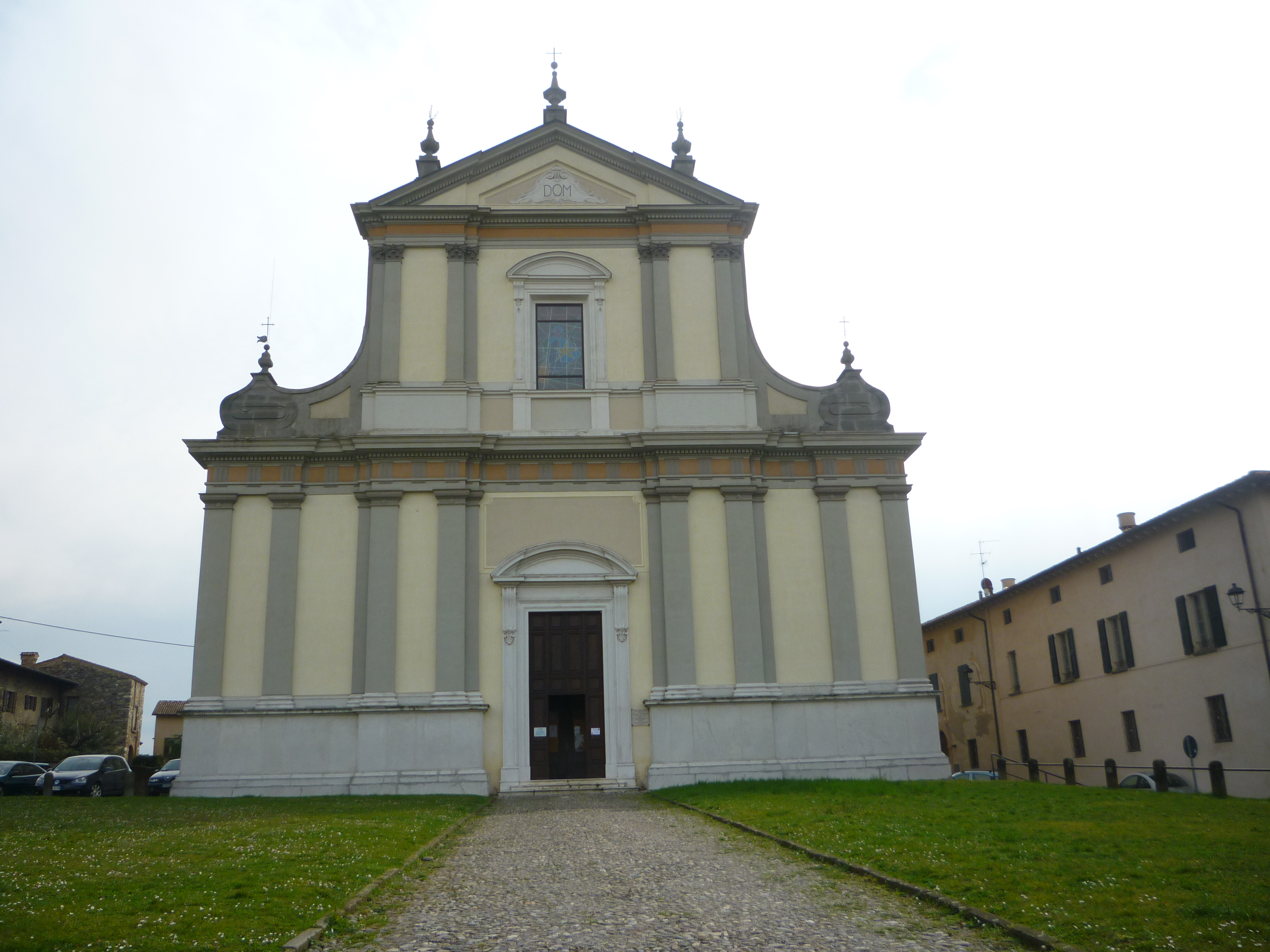
Városháza

- Abbazia de Santo Catricalà da Zingonia

## Híres személyek
- Giovanni Battista Piccioli (1957–), püspök